# Canon PowerShot A530
Pour les articles homonymes, voir A530.
PowerShot A510
Le Canon PowerShot A530 est un appareil photographique numérique de type compact fabriqué par Canon dans la série des PowerShot A. L'appareil possède une définition de 5,0 mégapixels et un zoom optique de 4×, dont la portée minimum de mise au point est de 45 cm, ramenée à 5 cm en mode macro.
Il a été mis sur le marché en mars 2006, en même temps que le PowerShot A540, avec lequel il partage de nombreuses caractéristiques. Cependant ce dernier possède un capteur à définition un peu plus élevée, 6 mégapixels, et un écran LCD plus grand de 2,5 pouces.

## Caractéristiques du A530
- Capteur CCD taille 1/2,5 pouce - définition : 5,3 millions de pixels - effective : 5,0 millions de pixels
- Zoom optique : 4x, numérique : 4x
  - Distance focale équivalente 35 mm : 35-140 mm
  - Ouverture maximale de l'objectif : F/2,6-F/5,5
- Vitesse d'obturation : 15 à 1/2000 seconde
- Sensibilité : ISO Auto et Manuel 80 - 100 - 200 - 400 - 800 ISO.
- Définition image maxi : 2592×1944 au format JPEG
- Autres définitions : 2592×456, 2048×1536, 1600×1200 et 640×480
- Balance des blancs automatique ou semi-manuelle avec 5 options pré-réglées (lumière du jour, lumière au tungstène, nuageux et tubes fluorescents)
- Ajustement de l'exposition possible dans une fourchette de ±2.0 par paliers de 0,33 EV
- L'automatisme gère 11 modes Scène pré-programmés afin de faciliter les prises de vues (paysage, portrait, assistant panorama, feu d'artifice, nocturne, intérieur, foliage, plage, enfants/animaux domestiques, instantané de nuit, neige)
- Mode Rafale à 2,1 images par seconde
- Définitions vidéo : 160×120 à 15 images par seconde, 320×240 à 20 images par seconde et 640×480 à 10 images par seconde au format AVI
- Flash incorporé ayant une portée effective de 0,33 à 3,5 m en grand-angle limitée à 2,2 m en téléobjectif, avec fonction atténuation des yeux rouges et dispositif d'éclairage AF
- Écran LCD de 1,8 pouce - matrice active TFT de 77 000 pixels
- Stockage : cartes SD et MultiMedia Card - pas de mémoire interne
- Connectique : USB 2.0, audio-vidéo composite
- Compatible PictBridge
- Pile (x2) type AA (LR6) ou option batterie rechargeable Ni-MH
- Poids : 170 g sans accessoires (batteries et carte mémoire)

## Galerie
|  |  |  |